# Rắn hổ mang Caspi
Rắn hổ mang Caspi còn được gọi là rắn hổ mang Trung Á, rắn hổ mang Ba Tư, danh pháp hai phần: Naja oxiana, là một loài rắn độc trong họ Rắn hổ. Loài này được Eichwald mô tả khoa học đầu tiên năm 1831.

## Nọc độc
Rắn hổ mang Caspi là loài rắn có nọc độc nhất thuộc họ rắn hổ, vượt xa so với rắn hổ mang Philippines, dựa trên một nghiên cứu độc tố năm 1992 được báo cáo trên Tạp chí Sinh học Thực nghiệm Ấn Độ. Một số protein nonenzymatic nhỏ được tìm thấy trong nọc độc, bao gồm cả độc tố thần kinh và các thành phần của họ cytotoxin, đã được chứng minh là gây chết tế bào thông qua tổn thương lysosome.

## Hình ảnh

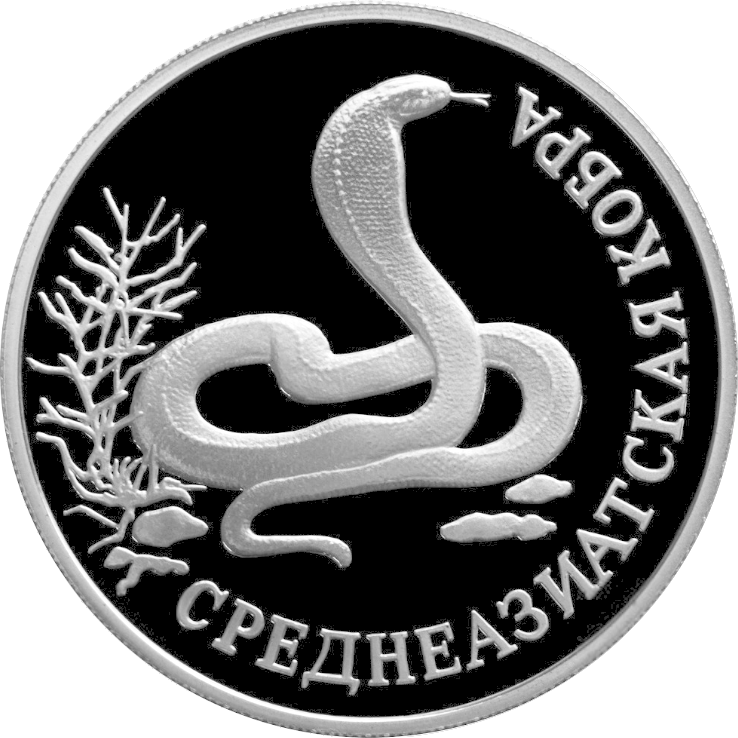
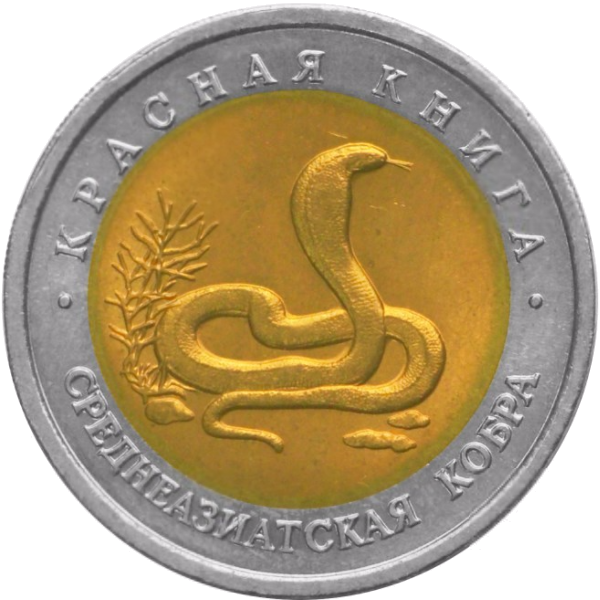
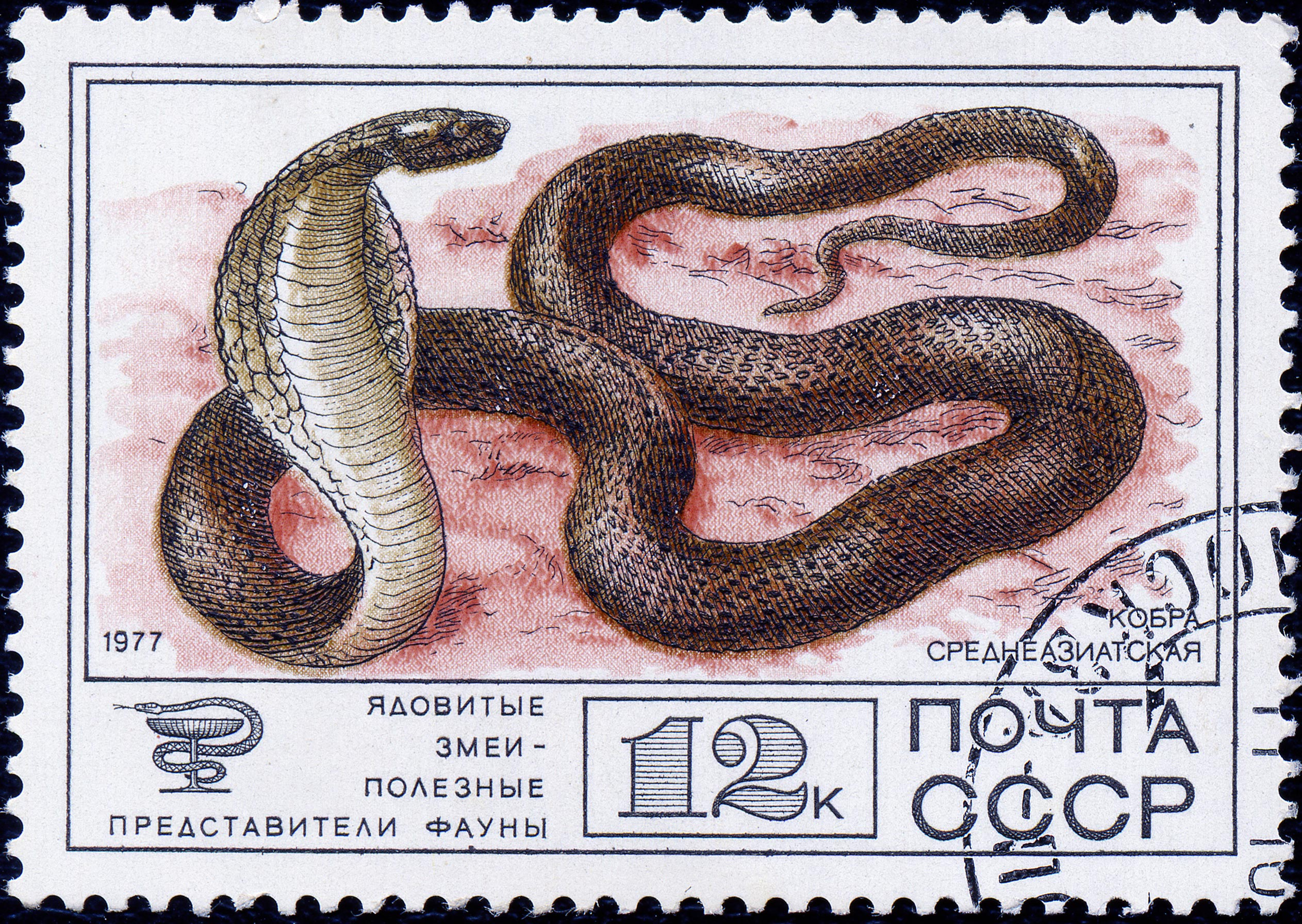
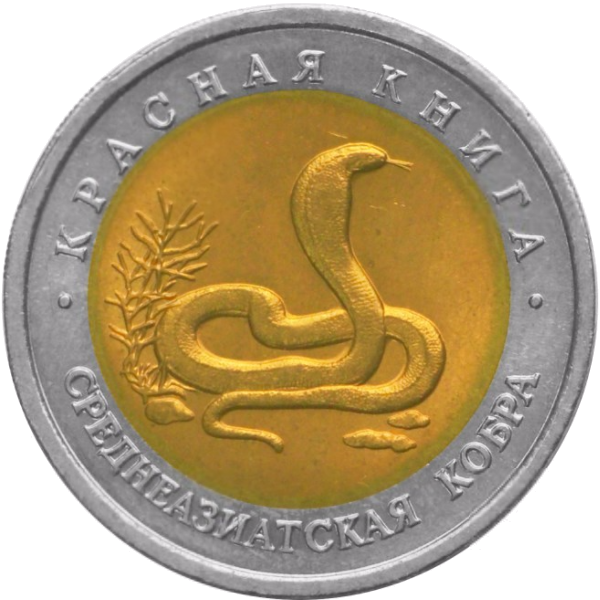